# Jinyunpelta sinensis
Jinyunpelta sinensis — вид птахотазових динозаврів родини Анкілозаврові (Ankylosauridae), що існував у крейдовому періоді в Східній Азії.

## Відкриття
Рештки динозавра виявлені у 2008 році на будівельному майданчику у містечку Хучжен в окрузі Цзіньюнь провінції Чжецзян на сході Китаю. П'ять добре збережених скелетів анкілозаврів лежали у крейдових відкладеннях формації Лянтутан. Розкопка тривали п'ять років — з 2008 по 2013 роки. Рештки вивчала команда науковців з Музею природознавства Чжецзяна, Музею Цзіньюня та Музею динозаврів префектури Фукуї. У 2018 році, на основі опису двох скелетів, описано новий вид та рід Jinyunpelta sinensis. Авторами таксону стали палеонтологи Китаю та Японії Чжен Веньцзе, Цзінь Сіншен, Йоічі Азума, Ван Цюн'їн, Казунорі Міята та Сюй Сін.
Голотип ZMNH M8960 складається з часткового скелета з повним черепом, який позбавлений більшості кісток задніх кінцівок; наявна права плечова та ліва стегнова кістка. Паратип ZMNH M8963 — це частковий скелет без черепа, який містить ліву гомілку і повний хвіст з булавою. Він був знайдений на відстані двох-трьох метрів від голотипу.

## Опис
Динозавр сягав завдовжки 4-6 м та важив 1-3 т. Череп голотипу завдовжки 33,5 см. На шкірі по всьому тілі розкидані остеодерми діаметром 5-15 мм. Найщільніше остеодерми розміщувались довкола шиї та горла, що мало захистити динозавра від хижаків. На кінці хвоста знаходилась булава діаметром 45 см, що теж було серйозним захистом від ворогів.